# Continental Center One
Continental Center One je mrakodrap v texaském městě Houston. Má 53 pater a výšku 223 metrů, je tak 8. nejvyšší mrakodrap ve městě. Byl dokončen v roce 1984, za designem budovy stojí Morris-Aubry. V budově sídlí letecká společnost Continental Airlines.